# Ngọn nến Hoàng cung
Ngọn nến hoàng cung là một bộ phim truyền hình được thực hiện bởi Hãng phim Truyền hình Thành phố Hồ Chí Minh, Đài Truyền hình Thành phố Hồ Chí Minh do Nguyễn Quốc Hưng làm đạo diễn. Phim phát sóng bắt đầu từ ngày 13 tháng 8 năm 2004 trên kênh HTV9.

## Nội dung
Ngọn nến hoàng cung đặt trong bối cảnh Việt Nam đầy biến động trong vòng 10 năm (1945–1953), từ thời điểm Nhật đảo chính Pháp đến khi chính thể Quốc gia Việt Nam cáo chung, trong đó hầu hết các tình tiết đều xoay quanh Hoàng đế Bảo Đại.

## Diễn viên
- Huỳnh Anh Tuấn trong vai Bảo Đại hoàng đế[6]
- Trần Yến Chi trong vai Nam Phương hoàng hậu[7]
- Nghệ sĩ ưu tú Hồng Vân trong vai Từ Cung Hoàng thái hậu[8][9]
- Nghệ sĩ ưu tú Lân Bích trong vai Đặng Huỳnh
- Nghệ sĩ nhân dân Thanh Vy trong vai Bà Cả Sợi
- Nghệ sĩ ưu tú Phi Điểu trong vai Sư bà
- Nghệ sĩ nhân dân Đình Dũng trong vai Khải Định hoàng đế.
- Nghệ sĩ ưu tú Cao Minh trong vai Nguyễn Tường
- Thiện Hùng trong vai Nguyễn Duy Thanh
- Võ Thanh Sơn trong vai Phan Bảo
- Trương Ngọc Ánh trong vai Lý Lệ Hằng
- Giáng My trong vai Ngọc Diệp
- Thanh Nhàn trong vai Diệu Liên
- Lâm Bảo Như trong vai Thanh Yến
- Thiên Hương trong vai Bạch Nhạn
- Nghệ sĩ ưu tú Bạch Diện trong vai Trần Đình An
- Nghệ sĩ nhân dân Đào Bá Sơn trong vai Cousseau
- Tống Bạch Thủy trong vai Janny Hồ
- Mỹ Hằng trong vai Bích Huệ
- Kim Thanh Thảo trong vai Cécille Lan[10]
- Ngọc Bích trong vai Thúy Hồng
- Mai Huỳnh trong vai Đắc Thành
- Nghệ sĩ nhân dân Khương Đức Thuận trong vai Nguyễn Đệ
- Trung Dũng trong vai David Paul
- Ngọc Tranh trong vai Lê Hậu
- Quốc Hùng trong vai Vinh Cảnh
- Trọng Nam trong vai Vũ Khanh
- Ngọc Đặng trong vai Nguyễn Hải
- Lê Văn Dũng trong vai Vĩnh Huy
- Tấn Thi trong vai Ông Điền
- Quang Minh trong vai Bùi Quý
- Tiến Thanh trong vai Lê Hiền
- Hoàng Long trong vai Đại sứ Nhật
- Lâm Thới trong vai Ông Mộc
- Christian Vagne trong vai Jean
- Quốc Hà trong vai Lê Trọng Nghĩa

Và một số diễn viên khác...

## Sản xuất
Đề cương kịch bản "Ngọn nến hoàng cung" được chính thức thông qua ngày 26 tháng 12 năm 1993. Phim được đạo diễn bởi Nguyễn Quốc Hưng, đây là bộ phim đầu tiên được ông thực hiện sau khi tốt nghiệp cao học điện ảnh tại Ấn Độ, trước đó, ông chỉ mới thực hiện bộ phim đầu tay là Tôi vào đời. Nguyễn Quốc Hưng cho biết, để có được những bức ảnh tư liệu quý hiếm, ông đã phải tìm mua từ nước ngoài với giá 500 USD cho 1 tấm. Nhà biên kịch Lê Nhị Hà đã khai thác nhiều nguồn tư liệu bằng tiếng Việt, tiếng Pháp và tiếng Trung Quốc để viết kịch bản. 3 vai diễn chính của phim gồm Bảo Đại, Nam Phương Hoàng hậu và Từ Cung lần lượt do Huỳnh Anh Tuấn, Yến Chi và Hồng Vân thủ vai. Đây cũng là vai diễn đầu tiên của nghệ sĩ Hồng Vân ở lĩnh vực phim truyền hình.
Phim được sản xuất từ năm 2000, tuy nhiên, phải đến tận 2004 phim mới chính thức được công chiếu. Bối cảnh quay phim trải rộng khắp 3 miền nhưng chủ yếu ghi hình tại Đà Lạt, thậm chí còn ở cả Pháp và Trung Quốc. 45 tập phim có hơn 300 nhân vật xuất hiện và gần 2000 bộ trang phục được sử dụng. Đặc biệt, các nhân vật lịch sử như Cường Để, Trần Trọng Kim, Hồ Chí Minh, Tôn Quang Phiệt, Ngô Đình Khôi, Ngô Đình Diệm, Jean de Lattre de Tassigny đã xuất hiện qua lời kể của nhiều nhân vật khác nhau.
Đoàn làm phim ra mắt khán giả vào ngày 12 tháng 9 năm 2004 tại Cung Văn hóa Lao động Thành phố Hồ Chí Minh.

## Đón nhận
Sau khi công chiếu, Ngọn nến hoàng cung được báo chí đánh giá cao về bối cảnh, phục trang lẫn nhân vật. Tuy vậy, phần lớn các cảnh trong phim là nội cảnh, ngoại cảnh không nhiều vì điều kiện làm phim khá thiếu thốn. Bộ phim cũng được đánh giá là tạo sự hấp dẫn bằng cách đan xen những tình tiết mâu thuẫn, kịch tính giữa các nhân vật xung quanh Hoàng đế Bảo Đại với những sự kiện lịch sử "khô khan".

## Tranh cãi
Ngày 24 tháng 10 năm 2004, sau khi Đài Truyền hình Thành phố Hồ Chí Minh phát sóng xong tập cuối của bộ phim, nhạc sĩ Phạm Tuyên, con trai của học giả Phạm Quỳnh (nhân vật Đặng Huỳnh trong phim) đã gửi thư và tư liệu cho Trưởng ban Văn hóa – Tư tưởng Nguyễn Khoa Điềm nói rằng bộ phim đã "bịa đặt" nhiều chi tiết làm "bóp méo" lịch sử. Bộ trưởng Bộ Văn hóa – Thông tin Phạm Quang Nghị sau khi xem xét thư và tư liệu của nhạc sĩ Phạm Tuyên cũng ngỏ ý đồng tình. Nghệ sĩ nhân dân Phạm Khắc, người chỉ đạo nghệ thuật cho bộ phim, là người hồi âm sớm nhất. Chủ yếu tranh cãi này đến từ nhà biên kịch Lê Nhị Hà, người đã thêm nhiều chi tiết hư cấu và sai sự thật vào kịch bản phim, chủ yếu là nhân vật Đặng Huỳnh. Đến ngày 28 tháng 11 năm 2004, ông Nguyễn Khoa Điềm đã gửi thư phúc đáp nêu rõ các việc ông đã xử lý.

## Giải thưởng
| Năm  | Giải thưởng              | Hạng mục                  | Đề cử            | Kết quả        | Nguồn         |
| ---- | ------------------------ | ------------------------- | ---------------- | -------------- | ------------- |
| 2004 | Giải Cánh diều 2004      | Phim truyện truyền hình   | —                | Cánh diều vàng | [ 22 ] [ 23 ] |
| 2004 | Giải Mai Vàng lần thứ 10 | Đạo diễn phim truyền hình | Nguyễn Quốc Hưng | Đoạt giải      | [ 24 ]        |

Năm 2023, Ngọn nến Hoàng cung là tác phẩm duy nhất giúp đạo diễn Nguyễn Quốc Hưng được trao tặng giải thưởng Nhà nước về Văn học Nghệ thuật đợt V.